# بوریس شیتس
بوریس شیتس (لهستانی: Borys Szyc؛ زادهٔ ۴ سپتامبر ۱۹۷۸) بازیگر، موسیقی‌دان و خواننده اهل لهستان است.

از فیلم‌ها یا برنامه‌های تلویزیونی که وی در آن نقش داشته‌است، می‌توان به یک ورشویی، اسم رمز: لهستان، نامه به بابا نوئل ۳، کارآگاه فورست، سرپیشخدمت، عهدهای دوشیزه، تستوسترون، شر کمتر، جاسوس، ۱۹۳۹ نبرد وسترپلاته، عشق بزرگ، آغاز بهار، کینگ‌سایز، نشانه‌گذاری‌شده، دستورالعمل زندگی، سال‌های شیرین، یک قلب گرم، خانواده جایگزین، پزشکان، سلطان، قرارداد، پیانیست، تقارن، ردپا، وینچی، روز محاصره: ۱۱ سپتامبر ۱۶۸۳، یوب، آخرین سلول خاکستری مغز و جنگ سرد اشاره کرد.